# رومينا لوريتو
رومينا لوريتو (مواليد 4 مايو 1987 ، جالاراتي) هي لاعبة جمباز فردي إيقاعي إيطالية حتى عام 2007 . من ثم أصبحت جزءًا من مجموعة إيطالية لعامي 2010 و 2011 التي تنافست في بطولة العالم التي فازت بالميدالية الذهبية للمجموعة الشامل. فاز زملائها أيضًا بزوج من الميداليات البرونزية في نهائي كأس العالم 2012 في 5 كرات و 3 شرائط + 2 أطواق. وقد فازت بميدالية برونزية في دورة الألعاب الأولمبية الصيفية 2012 في الحدث الشامل للمجموعة مع أعضاء آخرين في المجموعة هن إليسا بلانتشي، مارتا باغنيني، إليسا سانتوني، أنزيليكا سافرايك، أندريا ستيفانيسكو.

## روابط خارجية
- رومينا لوريتو في الاتحاد الدولي للجمباز

- رومينا لوريتو في موقع أوليمبيديا
- رومينا لوريتو في اللجنة الأولمبية الدولية